# UFC 291
UFC 291: Poirier vs. Gaethje 2 fue un evento de artes marciales mixtas producido por Ultimate Fighting Championship que tuvo lugar el 29 de julio de 2023 en el Vivint Arena en Salt Lake City, Utah, Estados Unidos.

## Antecedentes
El evento marcó la tercera visita de la promoción a Salt Lake City y la primera desde UFC 278 en agosto de 2022.
El combate de peso ligero entre Dustin Poirier y Justin Gaethje encabezó el evento. También compitieron por el título simbólico "BMF" (baddest motherfucker o en español el hijo de puta más malo), que quedó vacante tras la retirada en abril de su poseedor original Jorge Masvidal. Se enfrentaron por primera vez en UFC on Fox: Poirier vs. Gaethje en abril de 2018 que Poirier ganó por TKO en el cuarto asalto. El combate fue considerado "Pelea del Año" por varios medios de comunicación.
Se esperaba un combate de peso wélter entre Stephen Thompson y Michel Pereira para UFC 289, pero los contratos nunca se firmaron y el combate se reprogramó para este evento. En el pesaje, Pereira pesó 174 libras, tres libras por encima del límite de peso wélter. Como resultado, el combate fue cancelado.
Se esperaba un combate de peso wélter entre Matthew Semelsberger y Yohan Lainesse para este evento. Sin embargo, el 10 de julio, Lainesse fue apartado del evento por razones no reveladas y sustituido por Uroš Medić.
Se esperaba un combate de peso mosca femenino entre Joanne Wood y Priscila Cachoeira para este evento. Sin embargo, Wood se retiró a mediados de julio por motivos no revelados y fue sustituida por Miranda Maverick.
Se esperaba un combate de peso wélter entre Jake Matthews y Miguel Baeza para este evento. Sin embargo, el 19 de julio, Baeza se retiró por un motivo no revelado. Fue sustituido por Darrius Flowers.
Se esperaba un combate de peso medio entre Paulo Costa e Ikram Aliskerov para este evento. Sin embargo, la promoción optó por descartar el emparejamiento y en su lugar moverlos a UFC 294 en octubre emparejándolos con Khamzat Chimaev y Nassourdine Imavov, respectivamente.
En el pesaje, Vinicius Salvador pesó 128.5 libras, dos libras y media por encima del límite de peso mosca. El combate se celebró en el peso acordado y se le impuso una multa del 20% de su bolsa, que fue a parar a manos de su oponente C.J. Vergara.

## Resultados
1. ↑  Por el vacante título simbólico de "BMF".

## Premios de bonificación
Los siguientes luchadores recibieron bonificaciones de $50000 dólares.
- Pelea de la Noche: No se concedió ninguna bonificación.
- Actuación de la Noche: Justin Gaethje, Derrick Lewis, Bobby Green, y Kevin Holland